# Мистецтво крадіжки
«Мистецтво крадіжки» (також «Мистецтво красти», англ. The Art of the Steal або англ. The Black Marks and The Fix) — канадський комедійний фільм 2013 року, знятий режисером Джонатаном Соболом за власним сценарієм. У фільми знялися актори Курт Расселл, Джей Барушель, Кріс Діамантопулос, Метт Діллон, Кетрін Винник.
Прем'єра відбулася на Міжнародному кінофестивалі у Торонто (2013).

## Сюжет
Кранч Калгун відсидів 5 років у в’язниці після невдалого пограбування в Варшаві, коли його зрадив брат і напарник Ніккі. Після звільнення Кранч повертається до старих схем разом з новою командою. Ніккі знову пропонує аферу — викрасти рідкісну книгу, надруковану на пресі Гутенберга. Але Кранч підозрює зраду.
Команда здійснює викрадення, а потім Ніккі підмовляє зробити кілька підробок, аби продати «книгу» кільком покупцям. Та сам потай створює ще дешевші фальшивки, щоб привласнити весь прибуток.
Втім, виявляється, справжня афера була проти самого Ніккі — Кранч вигадав історію з книгою, щоб викрасти у нього картину Сьора і заробити на її підробках. У фіналі Ніккі потрапляє до рук Інтерполу, а один із учасників — Сем — отримує оригінал картини як подяку.

## У ролях
- Курт Расселл — Кранч Келгун
- Джей Барушель — Френсі Тобін
- Кріс Діамантопулос — Ґай де Корнет
- Метт Діллон — Ніккі Келгун
- Кетрін Винник — Лола, подружка Кранча
- Теренс Стемп — Семюел Вінтер
- Девон Бостік — Понч
- Джейсон Джонс — агент Бік
- Кеннет Велш — «Дядечка» / Педді Маккарті
- Юджин Липінськи — Бартков'як
- Керін Дваєр — Джинджер